# Prodinoceràtids
Els prodinoceràtids (Prodinoceratidae) són una família extinta de mamífers dinocerats que visqueren a Àsia i Nord-amèrica des del Paleocè superior fins a l'Eocè inferior, fa entre 50,3 i 58,7 milions d'anys. Se n'han trobat restes fòssils als Estats Units, Mongòlia i la Xina. Conté els dinocerats més antics. A diferència de l'altra família de dinocerats, els uintatèrids, conservaven tres dents incisives superiors a cada premaxil·la. Així mateix, presentaven una sola cúspide a les incisives inferiors. Mancaven de banyes. Eren més petits que els uintatèrids.